# Vilars
Vilars (toponimo francese) è una frazione del comune svizzero di Val-de-Ruz (Canton Neuchâtel).

## Geografia fisica

Fenin (in basso), Engollon (in alto) e Vilars (a destra) in una fotografia aerea del 1927

Vilars si trova nella valle Val-de-Ruz formata dal fiume Le Seyon, a nord del lago di Neuchâtel.

## Storia
Già comune autonomo che si estendeva per 1,88 km², nel 1875 è stato accorpato agli altri comuni soppressi di Fenin e Saules per formare il nuovo comune di Fenin-Vilars-Saules, il quale a sua volta in seguito all'esito favorevole del referendum del 27 novembre 2011 il 1º gennaio 2013 è stato aggregato agli altri comuni soppressi di Boudevilliers, Cernier, Chézard-Saint-Martin, Coffrane, Dombresson, Engollon, Fontainemelon, Fontaines, Le Pâquier, Les Geneveys-sur-Coffrane, Les Hauts-Geneveys, Montmollin, Savagnier e Villiers per formare il nuovo comune di Val-de-Ruz.

## Società

### Evoluzione demografica
L'evoluzione demografica è riportata nella seguente tabella:
Abitanti censiti